# مهدي أباد (دليجان)
مهدي أباد (بالفارسية: مهدی آباد) هي قرية تقع في مركزي في إيران. يقدر عدد سكانها بـ 134 نسمة.